# 飢えたライオンは身を投げ出してカモシカに襲いかかる
『飢えたライオンは身を投げ出してカモシカに襲いかかる』（うえたライオンはみをなげだしてカモシカにおそいかかる、フランス語: Le lion ayant faim se jette sur l'antilope）は、アンリ・ルソーによって1905年に描かれた縦200cm×横301cmの油絵作品である。単に『飢えたライオン』と表記されることもある。

## 概要
1891年にアンデパンダン展に出展されたルソーの作品、『熱帯嵐のなかのトラ』が、批評家たちから否定的な評価を受けた後、10年ほどジャングルの動物という題材の作品を描かなかったルソーは、1904年に『トラに襲われる斥候』(Éclaireurs attaqués par un tigre)を発表したのに続き、1905年に『飢えたライオン』を発表した。
ルソーは無審査のアンデパンダン展に出展することが多かったが、この作品は1905年の第3回サロン・ドートンヌに出展され、審査を受けて受理された。第3回サロン・ドートンヌはアンリ・マティスやアンドレ・ドランといった画家たちが前衛的な作品を出展し批評家のルイ・ヴォークセルが「フォーヴィスム（野獣派）」の名称をマティスらの作品に付けて、批評したことで知られる展覧会である。
表題になっている「飢えたライオン」は、深紅色の夕陽に照らされた濃緑色の葉群のジャングルの景色の中で中心的な役割を演じている。
前景では、ライオンがカモシカの頸に深く噛みついている。
ほかの動物らが深い下生えのなかに見える。右からはヒョウが見守り、中央ではフクロウがくちばしに肉片をくわえたまま背景のなかから見つめており、その左には2羽目の鳥がいて、左側には鋭い目つきをした無尾猿のような姿がひそんでいる。
ルソーは、中央のひと組の動物を、パリの国立自然史博物館の「カモシカをむさぼり食うセネガルのライオン」という剥製のジオラマを基にして描いた。
ルソーは、絵に添える長めの副題あるいは説明文（以下）を書いた。
| Le lion, ayant faim, se jette sur l'antilope, la dévore. La panthère attend avec anxiété le moment où, elle aussi, pourra en avoir sa part. Des oiseaux carnivores ont déchiqueté chacun un morceau de chair de dessus le pauvre animal versant un pleur! Soleil couchant. | （試訳）ライオンは、飢えて、身を投げ出してカモシカに襲いかかり、むさぼり食う。ヒョウはその分け前を得るときを切望して待っている。猛禽はそれぞれ、涙を流すかわいそうな獣から肉片を食いちぎるのだ！ 陽は沈みゆく。 |

週刊絵入り新聞『イリュストラシオン』は、マティス、ドラン、セザンヌおよびヴュイヤールの作品とともに、1905年11月4日号にこの作品の写真を掲載した。
1905年のサロン・ドートンヌで展示されたアヴァンギャルドな諸作品は、美術批評家ルイ・ヴォークセル（Louis Vauxcelles）によって、グラン・パレの同じ室で展示されていたルネサンスの彫像と対照され「Donatello au milieu des fauves!」（ドナテッロがフォーヴ（野獣）のなかに！）と非難された。
ヴォークセルの展覧会批評は1905年10月17日付けの雑誌『ジル・ブラス』に掲載され、ここからフォーヴィスムという用語は、強烈な色彩とシンプルな描写を特徴とする作品のスタイルに用いられるようになった。
ルソー自身はフォーヴィスムの画家の数のなかに入れられなかったけれども、「フォーヴィスム」という用語自体は、ルソーの『飢えたライオン』によって直接、影響を受けたかもしれない。見かけの単純さにもかかわらず、ルソーのジャングルの絵は、青々と生い茂ったジャングルをとらえるために、緑色の多数の色合いを用いて、複数層で細心すぎるほど、組み上げられている。
ルソーの作品は1910年の彼の死去まで、そして死後も、批評家らによって嘲笑されつづけたが、同時代人のパブロ・ピカソ、アンリ・マティス、アンリ・ド・トゥールーズ＝ロートレックといった画家たちは彼の作品を褒めたたえていた。
『飢えたライオン』は現在バイエラー財団によって所有され、スイスのバーゼル近くのリーエンにあるそのギャラリーで展示されている。